# Gotthilf Friedemann Löber

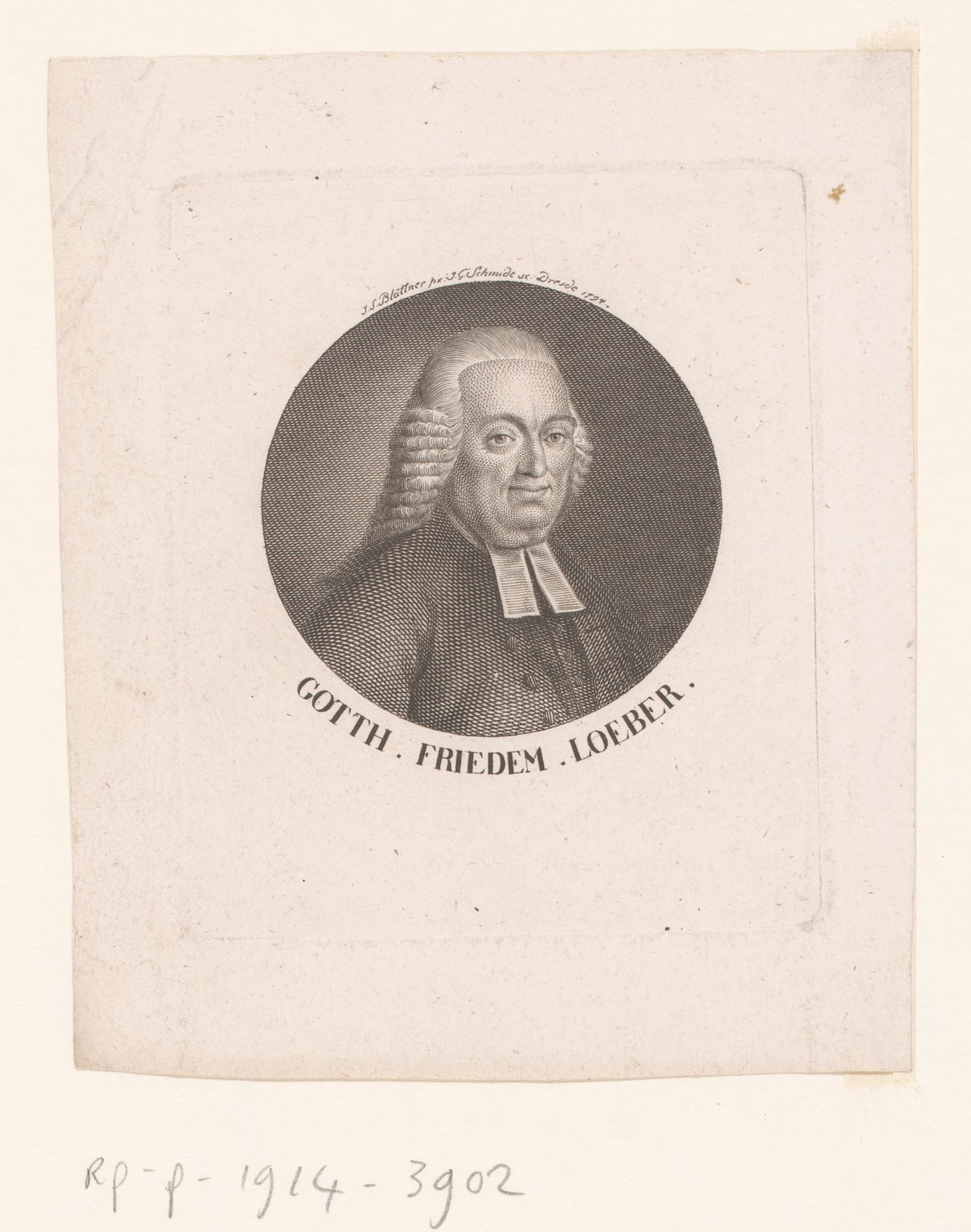
Gotthilf Friedemann Löber

Gotthilf Friedemann Löber (* 22. Oktober 1722 in Ronneburg; † 22. August 1799 in Altenburg) war ein deutscher evangelischer Geistlicher.

## Leben
Gotthilf Friedemann Löber wurde als Sohn des Christian Löber (* 22. Januar 1683 in Naschhausen; † 26. Dezember 1747 in Altenburg), Superintendent in Ronneburg und späterer Generalsuperintendent in Altenburg, und dessen Ehefrau Dorothee Sophie (* 1697; † 8. März 1771), Tochter des Amtsadjunkt Jacob Abraham Börner in Ronneburg, geboren. Seinen ersten Schulunterricht erhielt Gotthilf Friedemann Löber durch Hauslehrer, bis er das Gymnasium Altenburg beim Rektor Johann Gottfried Mörlin (1696–1775) und den Professoren Weber und Schwend besuchte. 1738 begann er ein Studium an der Universität Jena und hörte im ersten Jahr Vorlesungen bei Johann Bernhard Wiedeburg (Mathematik), Georg Erhard Hamberger (Physik), und Christian Gottlieb Buder (Geschichte), bei dem er auch wohnte. Im darauffolgenden Jahr bis 1741 widmete er sich ausschließlich der Theologie und hörte Vorlesungen bei Johann Georg Walch, Gottlieb Stolle und dem Privatdozenten Friedemann Andreas Zülich (1687–1743), sowie dem Erlernen orientalischer Sprachen bei Johann Gottfried Tympe und Rabbi Friedrich Albrecht Augusti, weiterhin erlernte er noch die französische Sprache und eignete sich juristisches Wissen an.
Nach der Verteidigung seiner Dissertation erwarb er sich 1741 als Magister das Recht Vorlesungen über die hebräische und griechische Sprachlehre und zur kursorischen Lektüre des Alten und des Neuen Testaments zu halten. Nach der Verteidigung weiterer Dissertationen wurde er Adjunkt der philosophischen Fakultät und las philosophische Kollegien.
1743 erhielt er den Ruf als Hofprediger nach Altenburg und unterstützte seinen Vater beim Predigen und in den Ephoralgeschäften, hier konnte er sein juristisches Wissen einsetzen. 1745 trat er als Assessor in das Konsistorium, 1747 wurde er Archidiakon und 1751 Stiftsprediger. 1753 erfolgte seine Ernennung zum Konsistorialrat. 1768 wurde er Generalsuperintendent für das gesamte Fürstentum Altenburg und Oberhofprediger.
1792 ernannte ihn der Herzog Ernst II. (Sachsen-Gotha-Altenburg) beim abgehaltenen Landtag, bei der Gotthilf Friedemann Löber die Predigt Gott in seiner Liebe zur friedsamen Ordnung hielt, zum Geheimen Konsistorialrat. Während seiner Amtszeit in Altenburg hat er 162 Geistliche ordiniert und war im Schulwesen sehr engagiert.
Das von ihm 1780 überarbeitete Altenburger Gesangbuch enthielt auch zwei Lieder, die er verfasst hatte: Herr, Deine Todten werden leben und Mein Gott und meines Lebens Kraft.
Gotthilf Friedemann Löber war seit 4. September 1753 in Altenburg verheiratet mit Rosina Dorothea Friedrike (* August 1727 in Altenburg; † 8. Juli 1808 ebenda), einer Tochter des Altenburger Arztes Johann Friedrich Heinigke (* unbekannt, † um 1772). Die Ehe blieb kinderlos.

## Schriften (Auswahl)
- M. Gotthilf Fridemanni Loeberi P. L. C De Burggraviis Orlamundanis Commentatio : Documentis Genuinis Et Nunquam Antehac Editis Variisque Observationibus Comitum Maxime Orlamundanorum Historiam Illuminantibus Illustrata. Ienae 1741.
- Jubelpredigt über Jes. 45, 6–7 zum Gedächtnis des Religionsfriedens. Altenburg 1755.
- Gedächtnispredigt auf den Erbprinzen Friedrich zu Gotha. Altenburg 1756.
- Friedenspredigt. Altenburg 1763.
- Predigten über die Sonn- und Festtagsevangelien. 1. Band. Altenburg 1767.
- Predigt bey dem Rathswechsel. Altenburg 1768.
- Zwey Antrittspredigten. Altenburg 1768.
- Predigt für die Blatterinoculation. Altenburg 1769.
- Rede bei der Einführung des Herrn Superintendenten Thienemann zu Kahla. Altenburg 1770.
- Drey Predigten bey Gelegenheit schwerer Gewitter. Altenburg 1771.
- Predigten über die Sonn- und Festtagsevangelien. 2. Band. Altenburg 1774.
- Landtagspredigt. Altenburg 1775.
- Programma de Colloquio. Altenburg 1775.
- Predigt am Johannisfeste. Altenburg 1777.
- Predigt nach dem Feuer in Gera. Altenburg 1780.
- Altenburger Gesangbuch. Altenburg 1780.
- Predigt am Neujahr, nach veränderter Bartholomäuskirche. Altenburg 1782.
- Predigt bey der Einweihung der Orgel. Altenburg 1782.
- Predigt vor Sammlung einer Kollekte. Altenburg 1783.
- Predigt nach dem Brande in Altenburg. Altenburg 1783.
- Predigt am Michaelistage. Altenburg 1788.
- Predigten über die Sonn- und Festtagsevangelien zu einem festen und freudigen Christentum für die Hausandacht. Eisenb. 1788.
- Prüfung der Untersuchung Herrn D. Anton Fr. Büsching, Königl. Preußischen Oberkonsistorialrat wenn und durch wen der freyen evangelisch-lutherischen Kirche die symbolischen Bücher zuerst aufgelegt worden, nebst der Anfuge einer Ordinationsrede über die Sittlichkeit des Religionseides. Altenburg 1789.
- Predigt bey Beerdigung Johann Müllers, Bauers und Anpäners in Kottwitz, den 23sten April 1791, in der Kirche zur Auferstehung. Altenburg 1791.
- Predigt Gott in seiner Liebe zur friedsamen Ordnung am Landtage. Altenburg 1792.
- 1793 Rede bei der Einführung des Herrn Superintendenten Grunert in Ronneburg. Altenburg 1793.
- Rede bei der Trauung des Herrn Grafen Karl Friedrich Wilhelm von Schlippenbach mit der Gräfin Karoline Friederike von Beust. Altenburg 1793.